# Catupecu Machu
Catupecu Machu es un grupo musical de rock alternativo argentino, formado en 1994 en Villa Luro, Ciudad de Buenos Aires. La banda fue fundada por los hermanos Fernando Ruiz Díaz y Gabriel Ruiz Díaz y contó con diferentes formaciones a lo largo de su trayectoria, siendo el primero, cantante y compositor principal del grupo, su único miembro permanente. Actualmente el grupo está compuesto por Fernando, Carlos "Charles" Noguera, Julián Gondell y Nicolás Meardi. 
Su música se enmarca dentro del rock, el pop y la innovación sonora, dentro de un formato de canción.
Catupecu Machu ha sido premiado como una de los más destacados grupos musicales del rock de Argentina y del rock de Latinoamérica del siglo XXI. 
En 2002 la revista Rolling Stone Argentina y el canal de televisión MTV lanzaron una lista de las mejores 100 canciones de rock argentino de la historia, premiando su canción «Y lo que quiero es que pises sin el suelo» (N°37). En 2007 el sitio web de rock argentino Rock.com.ar publicó una lista similar, premiando su conocida canción «Magia veneno» (N°28).
En 2006 la revista estadounidense Al Borde publicó una lista con las 500 mejores canciones del rock iberoamericano, premiando sus canciones «Magia veneno» (N°340) e «Y lo que quiero es que pises sin el suelo» (N°184).
En 2006, la revista Al Borde publicó también una lista con los 250 mejores álbumes del rock iberoamericano, premiando su álbum Cuentos decapitados (N°120).
En 2007 la revista Rolling Stone Argentina publicó una lista con los 100 mejores álbumes del rock argentino de la historia, premiando su álbum de estudio El número imperfecto (N°47).
En 2011 el diario La Nación publicó una lista con los mejores 10 videos musicales del rock de Argentina, premiando su video musical de la canción «Y lo que quiero es que pises sin el suelo» (N.º 8).
En 2015, Catupecu Machu recibió el Diploma al Mérito en los Premios Konex, en reconocimiento a su trayectoria en la música de Argentina durante la década.
En 2017 Catupecu abandonó temporalmente los escenarios hasta su regreso en 2022.

## Historia

### Inicios
La banda se formó en el barrio porteño de Villa Luro en abril de 1994. Respecto al significado del nombre del grupo, Fernando Ruiz Díaz lo inventó muchos años antes que existiera la banda, refiriéndose a un animal imaginario y fue el que improvisó al momento de nombrar al grupo en su primera actuación pensando en que iba a ser momentáneo, pero finalmente, fue permanente.
El primer baterista fue Javier Herrlein y los acompañaba a los hermanos Ruiz Díaz desde que la banda no tenía nombre, compañero de ambos en el conservatorio de música. Al poco tiempo incorporaron como baterista a Marcelo Baraj y se sumó en percusión su hermana, Mariana Baraj. De esta forma, la banda estaba compuesta por los hermanos Ruiz Díaz y los hermanos Baraj. Herrlein, sin embargo, continuaría participando ocasionalmente en algunos ensayos y actuaciones, tocando el acordeón.
Abril Sosa con tan solo 14 años reemplazaría a Marcelo Baraj en diciembre de 1995. Los hermanos Ruiz Díaz lo conocían desde los 12 años porque alquilaba su sala de ensayo para tocar con su propio grupo, y porque los seguía en sus recitales. Debido a su corta edad tuvieron que convencer a su madre para que permitiera realizar una gira de verano por la costa atlántica.
Lanzaron otro demo, ya con Abril Sosa, que probablemente haya sido el utilizado para vender antes de lanzar Dale!. A fines de 1996 participaron de un compilado hecho por la revista Revólver, llamado "Hard Rock Casé", donde interpretaban "Dale!" y "Elevador". En realidad, el disco Dale! contendría la mayoría de los temas grabados en este demo y los anteriores.

### Dale!(1997)
Conformados como trío, el grupo estaba integrado por Gabriel Ruiz Díaz en bajo, Fernando Ruiz Díaz en guitarra y voz y Abril Sosa en batería.
Luego de transitar el under porteño, en 1997 editan en forma independiente, Dale! llamando la atención de la escena musical de Argentina por su novedosa propuesta y sus viscerales shows en vivo. Fue producido, grabado y mezclado por Gabriel Ruiz Díaz en el propio estudio del grupo “La Sala” entre mayo y agosto de 1997.
La prensa y la banda coincidieron al notar que el público de Catupecu, a diferencia de la gran mayoría de las bandas de la época, era heterogéneo, es decir, de todas las tribus urbanas venía gente a presenciar sus shows. La revista argentina de rock nacional El acople, que mantiene una vieja relación de amistad con la banda (crecieron en la misma época) opinó en una de sus ediciones que Catupecu "es la única banda respetada por todas las tribus urbanas", agregando luego que "se ve reflejado en la diversidad de personas que hay ahí de cualquier palo o edad". La Revista Madhouse le preguntó a Fernando Ruiz Díaz en una ocasión si no consideraba "un peligro" que ese tipo de público se le pegara (ya que el fanatismo por la música, era en ese momento en la Argentina algo extremo e inconsciente, similar al del fútbol o la política), a lo que Fernando contestó que siempre llevaban un "público Catupecu", y que eso significaba que no importa de dónde venía la gente porque no existe la "tribu Catupecu", porque según él, Catupecu es para todos, para cualquiera, y que la responsabilidad de un músico era cuidar de que en un show no se le "fuese de las manos". 
En otra ocasión, donde en una madrugada de 1997 dieron un recital en la radio Rock&Pop, dijeron que no sólo no les disgustaba sino que buscaban promover esa idea para con su banda, ya que según ellos, "podían ir chabones con la estética de la remera con la esvástica stone estampada, otros con los pelos parados y la ropa sucia, y otros con las tachas y la campera de cuero, pero que no importaba de dónde viniesen para ir a ver sus shows, que calavera no chilla" (haciendo referencia a la letra de su tema "Calavera deforme").
En la segunda mitad de ese año, un programa de la radio Rock&Pop ayudó a la publicidad de la banda al incluir el tema "Elevador" como su canción de apertura. Así, convirtió el tema en el primer hit radial de Catupecu.

### A morir!!!(1998)
Cuando se dirigían a la distribuidora DBN, se les ocurrió lanzar un segundo disco hecho totalmente en vivo, algo fuera de lo común en la industria musical de la Argentina. Fue una decisión considerada innovadora y arriesgada a la vez.
Las razones fueron varias: en primer lugar la banda exponía que había etapas de una banda que quedaban olvidadas, refiriéndose a los primeros años y en segundo lugar confesaban su deseo de lanzar un disco en vivo luego de cada disco de estudio. En tercer lugar argumentaban que dado que sus shows, al igual que los de las demás bandas del circuito underground, eran grabados por el propio público en casetes, no veían razón alguna de no hacerlo ellos mismos con mejor sonido y producción.
Fue así como el 10 de octubre grabaron A morir!!!, un disco en vivo realizado en Cemento, la legendaria discoteca roquera de Capital Federal, el cual incluyó cinco temas nuevos: "Nocoso", "Héroes anónimos" (original de Metrópoli, banda argentina de pop de los años '80), "Testigo criminal", "Cuántos son" y "El rostro (mi espejo)".
Dado que A morir!!! era la frase que actuaba como firma en cada uno de los grafitis de la banda, eligieron ese nombre para el disco. Reforzando esa idea, el arte de tapa incluía uno de esos grafitis siendo dibujado a toda velocidad por un muchacho. Además grabaron en ese mismo show el videoclip para el tema "Calavera deforme", dirigido una vez más por Juan Baldana y Leo Aramburu.
La canción "Héroes anónimos", versión de la banda Metrópoli de los años '80, tuvo su correspondiente videoclip cuyo audio corresponde a A morir!!!. Este videoclip volvió a ser dirigido por Juan Baldana y Leo Aramburu, y fue filmado en el barrio de Villa Luro.
Dale! y A morir!!! serían reeditados por el sello PopArt Discos en abril de 2008.

### Cuentos decapitados(2000)
Desde 1997 habían recibido varias ofertas de compañías discográficas, pero a todas las habían rechazado por decisión de Gabriel. Firmaron un contrato con la compañía discográfica EMI-Odeón a principios del 2000, donde figuraba que debían grabar 4 discos con ese sello. Ya firmado dicho contrato, la banda permaneció en La Sala para crear así su tercer disco (el cual era, a la vez, su segundo en estudio), aunque también grabó varias canciones en otros estudios. 
Las letras y la música de las canciones "Eso espero" y "Eso vive" sufrieron ciertas modificaciones, comparándolas con las presentadas en sus estrenos el año anterior, y las canciones "No estás solo" y "Cuántos son" no fueran incluidas en el CD. Aparecen notables cambios musicales de la banda en este disco. Se nota una mayor elaboración en las letras, evolucionando de las simples (onomatopéyicas o repetitivas en algunos casos) y enfáticas en el estribillo de los dos álbumes anteriores, a otras donde, si bien los estribillos son fácilmente asimilables, se describen metafóricamente los gustos, el estilo de vida y las emociones.
Como queda dicho, el cambio musical también fue otro aditivo, y entre las novedades más importantes se destacan el comienzo de lo que sería en adelante una costumbre de la banda en materia de composición de la música de los temas: el uso de samplers y secuenciadores. Estos le darían un sonido distinto y muy característico a la banda (y serían el eje musical de Cuadros dentro de cuadros más tarde). Los cambios no concluirían allí, con el paso de los meses se adentrarían más en la música electrónica. Fernando Ruiz Díaz mencionó en una ocasión su gusto por la música electrónica y en particular por la banda Depeche Mode, influencias que serían plasmadas en este disco y en los siguientes. 
Si en las anteriores producciones predominaba el género hardcore punk y los subgéneros del metal, en esta producción predominan los temas del género pop rock, que abarca desde temas enérgicos a otros más melódicos. Hay excepciones, como "Mamá me dijo que no viniera...", que reivindica el pasado de Catupecu con un estilo hardcore punk, y "Viñas del amor", que con una base y ciertas frases de música electrónica (especialmente el final) serviría como presagio de los siguientes pasos que la banda tomaría. Al finalizar el tema "Cuentos decapitados" hay 21 pistas sin sonido que duran entre 4 y 5 segundos, que al terminar dan lugar en la pista 33 a una pista oculta, "I Feel You", versión de la antes mencionada Depeche Mode.
El disco fue lanzado el 16 de agosto de 2000 con el nombre de Cuentos decapitados, y al cabo de un año vendió 25.000 copias, recibiendo por otro lado la ayuda económica del sello y publicitaria de los medios. En el momento del lanzamiento, Miguel Sosa, el baterista, comienza a utilizar el seudónimo de "Abril", o también llamado "Aprile" por los hermanos Ruiz Díaz. El álbum se convirtió en un éxito gracias a, por ejemplo, temas como "Y lo que quiero es que pises sin el suelo" (que ganaría varios premios en distintos rubros), la emotividad de "Perfectos Cromosomas", y las reversiones del alegre "Eso espero" y el discotequero "Eso vive". Otros temas que también representaron al disco fueron "Entero o a pedazos" y "Cuentos decapitados", que serían llevados al videoclip.
En cuanto a cantidad de premios y distinciones, el que se llevaría la mayor cantidad sería el tema "Y lo que quiero es que pises sin el suelo", que se convertiría en un clásico de la banda y uno de sus temas más representativos; recibiendo el premio "Mejor video del año 2000" en una encuesta del suplemento "Si!" del diario Clarín (donde además se hallaría en el podio repetidas veces); "Mejor video votado por Los Críticos y Los Lectores" de la revista Rolling Stone edición "Music Awards" de febrero de 2001, y el “Premio MTV" al "mejor video latino 2001" votado por la gente; además de haberse mantenido durante meses en el puesto N°1 de los rankings de Puerto Rico por la introducción del tema por parte de un DJ (hecho que obligó a que se editara el disco en ese país). A pesar de haber sido votada como "banda revelación" anteriormente, Catupecu seguiría siendo votada de esta manera en los diferentes medios hasta principios de 2002.

### Eso viveDVD (2002)
El sábado 15 de diciembre Catupecu Machu tocó por primera vez en el estadio Obras Sanitarias, considerado un "templo" del rock argentino[¿por quién?] y un escenario que marca la llegada de las bandas al éxito masivo. Fue un show enérgico, original y épico, que históricamente marcó un antes y un después en el desarrollo de la banda. 
La puesta en escena incluyó dos escenarios, uno principal levantado y otro en la platea; con tres pasarelas que se perdían entre el público y se comunicaban entre sí; cuatro cambios de escenografía; dos arpas láser (un instrumento musical inventado por Gabriel que consiste en un arpa conectada por sensores a un sampler, disparando sonidos electrónicos); el teclado a cargo de Gustavo Bilbao (profesor de música de los hermanos Ruiz Díaz); una orquesta de cuerdas (Gabriel había escrito unas partituras para las canciones que debiesen ejecutar) compuesta por 4 primeros violines, 3 segundos, 2 violas, 2 cellos y 2 contrabajos; fuegos artificiales; y unas máquinas de lluvia de papel picado. 
En este show se presentaron canciones inéditas y ya existentes con la participación de la orquesta, los teclados o el arpa láser; como el instrumental "Épico" y un tema cantado por Gabriel Ruiz Díaz mientras tocaba el arpa láser, un instrumental compuesto por un solo de Abril de batería; y las versiones de "Viñas del amor", "Cuántos son" y "Calavera deforme". Sin embargo, tal como había ocurrido varias veces antes en los recitales de la banda, hubo imprevistos: varios de los accesorios que se había planeado se utilizaran en el show no funcionaron en un primer momento y los músicos debieron apelar a su carisma y energía sobre el escenario para improvisar sobre la marcha mientras los desperfectos eran solucionados. Recién pasados unos momentos los accesorios antes mencionados pudieron ser apreciados. Este mismo concierto fue grabado y transmitido en varias oportunidades por el canal MTV, así como por la radio Rock & Pop en una transmisión en vivo.
El 8 de mayo de 2002 el recital de Obras fue editado y lanzado oficialmente en DVD con el nombre de Eso vive. Fue editado en formato de sonido Surround 5.1, y filmado con catorce cámaras en vivo en Obras, siendo ésta la primera producción de estas características que realiza MTV en Argentina. Este contenía, además, material extra, como intimidades del grupo (una entrevista y la previa al show), temas inéditos ("Viaje de Luz" con video incluido y un remix del hit "Eso vive" que sería un adelanto más de la música del siguiente trabajo de Catupecu) y el multipremiado video del hit "Y lo que quiero es que pises sin el suelo". Al mismo tiempo, MTV lanzó los videos de "Perfectos cromosomas"' y "Eso espero", grabados en ese recital.

### Cuadros dentro de cuadros(2002)
En 2002, y al cabo de 2 años, lanzan su siguiente álbum en estudio, Cuadros dentro de cuadros, un trabajo más experimental, con un sonido distinto, y en el que se alejan del formato tradicional de una banda de rock.
Se desarrolla en este disco el concepto de “Club Audio” concebido por Gabriel Ruiz Díaz y Martín González, donde lo predominante no es el lugar físico del estudio, sino el nivel conceptual y humano que sirve para la gestación de un proyecto de grabación. Tales son los lugares donde se fue trasladando Club Audio en esta obra, como en “El Remanso”, "Union Square, Nueva York", "Manhattan, Nueva York" y "89 street, Nueva York".
Fue masterizado en estudios Masterdisk Corporation Nueva York, por Howie Weinberg. Por aquel entonces Abril Sosa decidió abandonar la banda. El baterista fue reemplazado por Javier Herrlein, antiguo colaborador de los hermanos Ruiz Díaz antes que la banda tuviera nombre, así también, es el primer disco de estudio en el que participa Macabre.
Finalmente el disco fue presentado en Obras Sanitarias el 23 de noviembre de 2002. En noviembre de 2003 realizaron una extensa gira por Latinoamérica, destacándose la presentación ante más de 60.000 personas en el festival Rock al Parque de Bogotá (Colombia). La gira incluyó también las ciudades del D.F., Guadalajara y Puebla en México, San Juan de Puerto Rico; y en Miami, Estados Unidos.
El disco llegó a integrar la lista de los 20 mejores discos de la historia del rock argentino, en la edición especial por el 20.º aniversario del suplemento Si, del diario Clarín. También fue elegido como "Mejor álbum del año por los críticos", en la revista Rolling Stone.

### El número imperfecto(2004)
Editado en 2004, El número imperfecto ofrece toda la paleta sonora de sus anteriores trabajos.
Se incorpora al grupo de forma definitiva y estable al grupo el tecladista Martín González, quien venía trabajando junto al grupo desde el DVD Eso vive.
Cuenta con la participación como músicos invitados, de Leonardo De Cecco, baterista de Attaque 77; Fabián Von Quintiero en bajo, músico de larga trayectoria en el rock argentino; y Zeta Bosio, bajista de Soda Stereo. Es el disco con más presentaciones en vivo en Argentina, Latinoamérica y Estados Unidos.[cita requerida]
En 2006 Gabriel Ruiz Díaz, junto a César Andino (cantante de Cabezones), sufre un accidente automovilístico en el que perdió la movilidad de su cuerpo. Tras el accidente, Catupecu Machu recibió en sus presentaciones en vivo el apoyo de Zeta Bosio de Soda Stereo en el bajo y Esteban Serniotti de Cabezones en guitarras, como músicos invitados, y vuelven a recorrer todo el país, culminando la gira en el festival Quilmes Rock, en el estadio de River Plate de Buenos Aires, en abril de 2008.

### Laberintos entre aristas y dialectos(2007)
Fernando Ruiz Díaz, Macabre y Javier Herrlein editan en 2007 Laberintos entre aristas y dialectos, un CD doble presentado en 2 capítulos. Salió a la venta el 25 de octubre de 2007 en Argentina, en simultáneo con otros países de Latinoamérica.
El capítulo 1.º o CD 1 es "Registro de la materia en concierto", que incluye a Gabriel Ruiz Díaz en el bajo con audios de una presentación en vivo exclusiva para una radio de Buenos Aires, y además una sección de cuerdas formada por violín, viola y chelo, con arreglos escritos por Gabriel Ruiz Díaz.

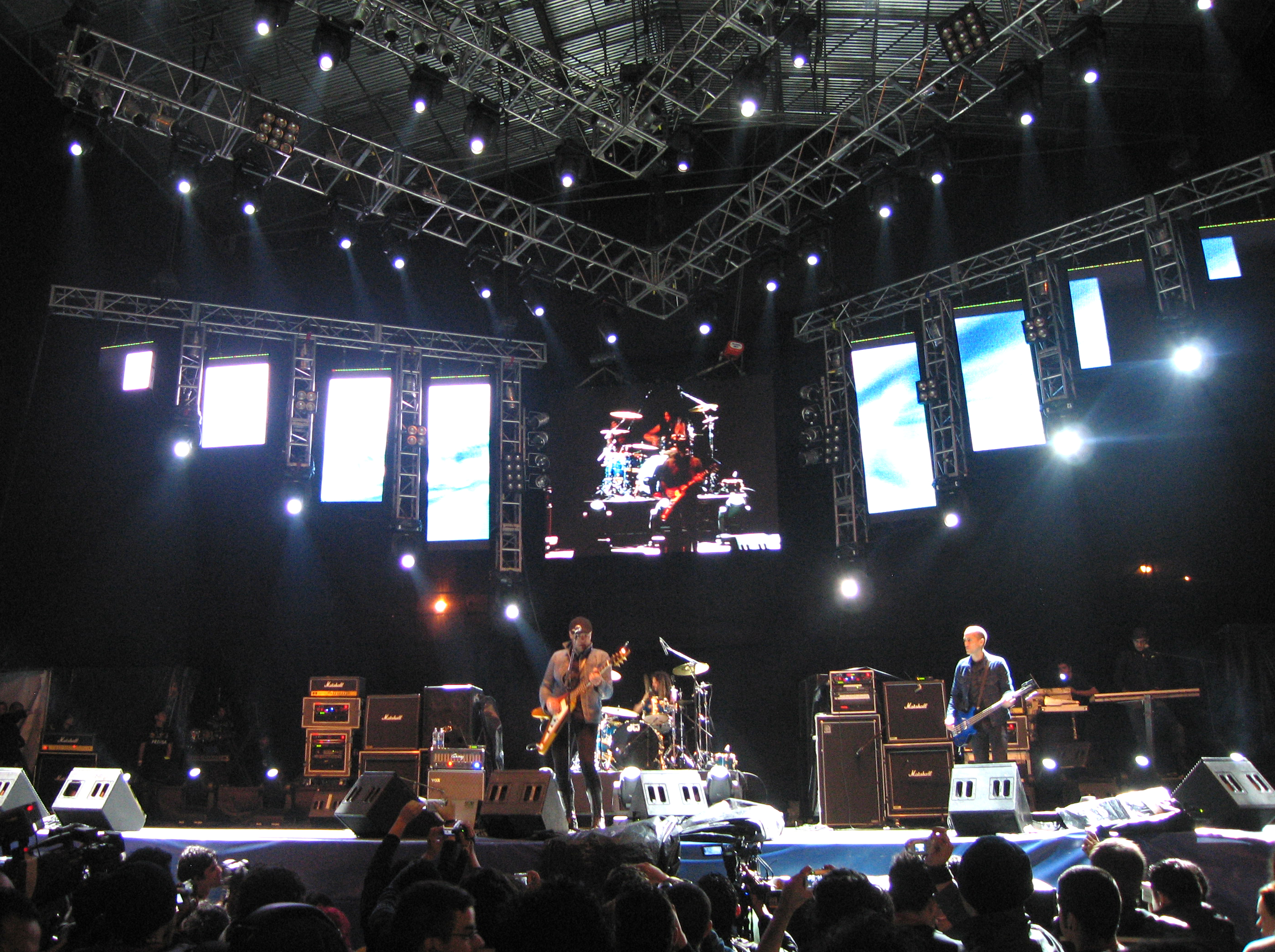
Catupecu Machu en Rock al Parque 2007, Bogotá, Colombia.

El 2.º capítulo o CD 2 es "Tratado de la materia en estudio" y fue grabado en estudio con nuevos temas y nuevas versiones de viejas composiciones del grupo. Como músicos invitados participan Esteban Pichu Serniotti en guitarras, Zeta Bosio en bajo, Javier Weintraub en violín, Alejandro Terán en viola y Julián Gándara en chelo.
Sebastián Cáceres, antiguo técnico de instrumentos del grupo, ocupa el rol de bajista y guitarrista para las presentaciones en vivo en esta nueva etapa del grupo, también intercambiaría sus roles con Fernando Ruiz Díaz y Macabre.
Con este CD prepararon un nuevo espectáculo, que los llevó a presentarse en los principales teatros de Buenos Aires siendo este un nuevo ámbito para los conciertos de Catupecu Machu.

### Simetría de Moebius(2009)
Entre los meses de abril y septiembre de 2009 Catupecu Machu se instaló en una casa de campo en las afueras del Gran Buenos Aires, con el fin de componer y pre-producir los temas de su nuevo trabajo discográfico. El resultado fueron 11 nuevos temas.
En agosto y septiembre, los músicos continuaron su labor haciendo las tomas y las mezclas en su propio estudio de grabación, concluyendo con la masterización en Sterling Sound de NYC.
Todo ello que dio origen a Simetría de Moebius, el nuevo CD de Catupecu Machu, producido por Fernando Ruiz Díaz, Martín González y Herrlein.
Como músicos invitados participan Javier Weintraub en violín y Gillespi en trompeta.

### El mezcal y la cobra(2011)
A la semana de la ruptura con el baterista Javier Herrlein y con el histórico mánager, Catupecu Machu se internó en su estudio para la preproducción de su nuevo disco: El Mezcal y la Cobra, incorporando como baterista a Agustín Rocino (ex-bajista de Cuentos Borgeanos y que había participado en la producción de El Número Imperfecto) y como mánager al abogado y amigo de Fernando Ruiz Díaz Pablo Mayer, dueño de la casa de campo donde el grupo se instaló para la composición de Simetría de Moebius. El disco se masterizó en Sterling Sound en Nueva York, bajo la atención del ingeniero Tom Coyne. Salió a la venta en formato CD, CD+DVD y, por primera vez para el grupo, en vinilo. Como adelanto y primer corte de difusión circuló en las radios y canales de música el video de "Metrópolis Nueva", así como también en la página oficial.
En 2012 comenzaron una serie de shows en formato electroacústico bajo el nombre de Madera Microchip. El nombre hace referencia a la fusión entre instrumentos orgánicos (guitarra acústica y cajón peruano) y digitales (batería electrónica y sintetizadores). El repertorio elegido incluyó canciones de todos sus discos y reversiones de otros artistas como "Para vestirte hoy" (de Lisandro Aristimuño) y "Plan B: anhelo de satisfacción" (de Massacre).

### La piel del caminoy receso temporal (2016 - 2017)
En septiembre de 2016 presentaron "La piel del camino", el primer corte de su octavo álbum, La piel del camino, sucesor de El mezcal y la cobra. La canción fue grabada en los estudios Sonoramica y mezclado por Mariano Bilinkis en Romaphonic. La canción está inspirada en el Ford Mustang[cita requerida] y fue incluida en la banda sonora de la película Barrefondo. Su video fue estrenado en vivo el 12 de enero de 2017 en Vorterix luego de un show en vivo.
A fines de 2017, Fernando Ruiz Díaz anunció que entraría en una pausa con Catupecu Machu para dedicarse a un nuevo proyecto musical llamado Vanthra junto a Charles Noguera y Pape Fioravanti. La banda lanzó su primer corte, "Canción sola", en diciembre de 2017 y anunció un disco para abril de 2018. El 23 de enero de 2021, Gabriel Ruiz Díaz, ex-bajista y fundador del grupo, falleció en su casa de la provincia de Santa Fe, donde vivía hacía tiempo con su mamá, su hermana y su acompañante terapéutica.

### Reunión (2022 - presente)
El 17 de noviembre de 2021, Fernando Ruíz Díaz anunció a través de la cuenta de Instagram de Catupecu la reunión de la banda para la segunda fecha del Quilmes Rock 2022, que ocurrió el 1 de mayo de 2022. El concierto se realizó en forma de homenaje a Gabriel. Dicha reunión incluyó a los miembros de la última formación, más el regreso de Abril Sosa y la participación de Charles Noguera y Julián Gondels, miembros de Vanthra. También fueron invitados Wallas y el Doctor de Massacre, y Sr. Flavio de Los Fabulosos Cadillacs.
El 11 de septiembre de 2022, Catupecu formó parte del festival Reciclarte 2022 en Asunción, Paraguay, ahora con una formación definitiva: Ruiz Díaz en voz y guitarra, Noguera en bajo y un dúo de baterías compuesto por Sosa y Gondels (cuarteto descrito por Fernando como un "power trio a dos baterías"). En el mismo formato dieron un pequeño concierto en Buenos Aires el 27 de septiembre en el Teatro Vorterix para un público exclusivo de prensa e invitados, que sirvió como anuncio oficial de una función en el estadio Obras Sanitarias que ocurriría el 9 de diciembre. Asimismo, se anunció una serie de conciertos en diferentes países de Latinoamérica hacia fin de año, además de su presencia en el festival de Lollapalooza Argentina 2023, además se anunció para el 2024 una gira internacional de la banda la cual se cancelaria finalmente debido a que el jueves 15 de febrero del mismo año Fernando Ruiz Díaz haya sufrido un accidente cerebrovascular lo cual esto se dio a conocer el día 20 de febrero a través de las redes sociales de la banda principalmente Instagram por medio de un comunicado:

"Lamentablemente queremos anunciar la cancelación del Tour Europeo de Catupecu Machu, que comenzaba este jueves en la ciudad de Valencia y con el cual la banda iba a visitar también Madrid, Barcelona, Mallorca, Dublín y Berlín.

El pasado 15 de febrero, Fernando Ruiz Díaz, tuvo que ser internado debido a un cuadro de mareos y presión alta. luego de realizarle estudios de rutina, se pudo constatar que el cantante sufrió un accidente cerebrovascular, producto del estrés.
A pesar del susto, Fer se encuentra bien y no tiene daños severos, ni secuelas aparentes. Actualmente se encuentra evolucionando favorablemente, haciendo el reposo sugerido por los médicos y de continuar así, recibirá el alta en los próximos días.
Los tickets adquiridos para las diferentes fechas serán reembolsados en su totalidad, a través de los mismos medios por las cuales fueron comprados. Los equipos correspondientes se pondrán en contacto para informar sobre el procedimiento en cuestión.

Agradecemos su comprensión y les llevamos tranquilidad a todos sobre la favorable recuperación de Fernando, esperando poder volver a cruzarnos pronto en los escenarios".

## Formatos de shows
A lo largo de su trayectoria, fue desarrollando sus conciertos teniendo en cuenta el espacio físico y el estado de ánimo que cada lugar sugiere. Es por ello que se pueden diferenciar distintos formatos de shows.

### Sonido Surround 5.1
Del 2001 al 2003 Catupecu Machu realiza su ciclo de conciertos con Sonido Surround 5.1 en The Roxy de Buenos Aires con entradas agotadas en todas sus funciones, y en 2004 en el festival Creamfields de Buenos Aires. El concierto cuenta con 4 fuentes emisoras de sonido, cada una en los vértices del recinto, y una 5.ª fuente sobre las cabezas del público, creando así una experiencia sonora distinta, donde el sonido envuelve al público, siendo equivalente al audio que se escucha en los cines con audio 5.1. o en los home  theater.

### Shows teatrales
A partir de las presentaciones de su trabajo discográfico Laberintos entre aristas y dialectos Catupecu Machu concibió un espectáculo con características teatrales. La obra está dividida en 4 actos, donde cada uno de ellos presenta al grupo con una distinta faceta musical -con secciones de cuerdas, acústico, íntimo o eléctrico-, a las vez que cambian las puestas escenográfica y lumínicas, en estrecha relación con la música.

### Shows acústicos
Catupecu Machu suele presentarse ante auditorios reducidos con un formato acústico, con guitarras y bajos acústicos, piano, violín, cajón peruano y percusión. Dicha performance se desprende originariamente de uno de los actos de las presentaciones de Laberintos entre aristas y dialectos. Este formato fue el que se registró en noviembre de 2008 en el ciclo Intimo e Interactivo del canal musical MuchMusic de Argentina.

### Shows eléctricos
Con estas presentaciones estuvo presente en innumerables festivales y estadios de toda Latinoamérica, como el Quilmes Rock, el Pepsi Music y Creamfields, de Buenos Aires; el Rock al Parque de Bogotá, Colombia, o el Vive Latino de México, entre otros.

## Integrantes

### Formación actual
- Fernando Ruiz Díaz - Voz, guitarra y bajo (1994 - 2017; 2022 - presente)
- Julián Gondels - Batería (2022 - presente)
- Charles Noguera - Bajo, guitarra, teclados y programaciones (2022 - presente)
- Nicolás Meardi - Batería (2023 - presente)
- Fernando Molinero - Batería (Ocasionalmente invitado, 2024 - presente)

### Anteriores
- Javier Herrlein - Batería (1994; 2002 - 2011)
- Gabriel Ruiz Díaz † - Voz y bajo (1994 - 2006)
- Marcelo Baraj - Batería (1994 - 1995)
- Mariana Baraj - Percusión (1994 - 1995)
- Gustavo Bilbao - Teclados y guitarra (2000 - 2001)
- Macabre - Teclados y coros (2001 - 2017; 2022)
- Esteban "Pichu" Serniotti - Guitarra (2006 - 2007)
- Zeta Bosio - Bajo (2006 - 2007)
- Sebastián Cáceres - Bajo y guitarra (2007 - 2017; 2022)
- Agustín Rocino -  Batería (2011 - 2017; 2022)
- Abril Sosa - Batería (1995 - 2002; 2022 - 2023)

## Discografía

### Álbum de estudio
- 1997 - Dale! (DBN)
- 2000 - Cuentos decapitados (EMI-Odeón Argentina)
- 2002 - Cuadros dentro de cuadros (EMI-Odeón Argentina)
- 2004 - El número imperfecto (EMI-Odeón Argentina)
- 2007 - Laberintos entre aristas y dialectos (EMI-Odeón Argentina)
- 2009 - Simetría de Moebius (EMI-Odeón Argentina)
- 2011 - El mezcal y la cobra (EMI-Odeón Argentina)

### Vivo
- 1998 - A morir!!! (DBN, grabado en vivo)
- 2014 - Madera microchip (Edición limitada)

### Rarezas y demos
- 2014 - El grito después: Breviario de anomalías
- 2014 - El grito después: Código genético

### Simple
- 2016 - La piel del camino (PopArt Discos)

## Videografía
- 2002 - «Eso vive»
- 2008 - «Íntimo e interactivo de Much Music»
- 2011 - «Aparecen cuando grabamos»
- 2014 - «El grito después: La película»
- 2014 - «El grito después: Escenarios»

## Sencillos
Dale! (1997)
- 1997 Dale!
- 1998 La Polca

A morir!!! (1998)
- 1998 - Calavera deforme
- 1999 - Héroes anónimos (versión de Metrópoli)

Cuentos decapitados (2000)
- 2000 - Y lo que quiero es que pises sin el suelo
- 2001 - Eso vive
- 2001 - Entero o a pedazos
- 2001 - Cuentos decapitados

Eso vive (2002)
- 2002 - Eso espero
- 2002 - Perfectos cromosomas

Cuadros dentro de cuadros (2002)
- 2002 - Origen extremo
- 2002 - Gritarle al viento
- 2003 - Hechizo (versión de Héroes del Silencio)
- 2003 - Cuadros dentro de cuadros
- 2004 - Grandes esperanzas

El número imperfecto (2004)
- 2004 - Magia veneno
- 2005 - A veces vuelvo
- 2005 - En los sueños
- 2006 - Plan B: anhelo de satisfacción (versión de Massacre)

Laberintos entre aristas y dialectos (2007)
- 2007 - Viaje del miedo
- 2008 - Seguir viviendo sin tu amor (versión de Luis Alberto Spinetta)

Simetría de Moebius (2009)
- 2010 - Confusión
- 2010 - Nuevo Libro
- 2010 - Piano y RD

Carnaval toda la vida, Tributo a los Fabulosos Cadillacs, vol II (2011)
- 2011 - Manuel Santillán, El León (versión de Los Fabulosos Cadillacs)

El mezcal y la cobra (2011)
- 2011 - Metrópolis nueva
- 2012 - Aparecen cuando bailamos
- 2012 - Musas
- 2012 - Vi llover

El grito después (2014)
- 2014 - El grito después
- 2015 - Para vestirte hoy (versión de Lisandro Aristimuño)

La piel del camino (2016)
- 2016 - La piel del camino

### Otras canciones
Dale! (1997)
- 1997 - Elevador  (Canción lanzado como sencillo por radio Rock and Pop)

Eso vive (2002)
- 2002 - Eso Espero  (Canción lanzada como sencillo, para promocionar el álbum por MTV Latinoamérica)
- 2002 - Perfectos Cromosomas  (Canción lanzada como sencillo, para promocionar el álbum por MTV Latinoamérica)